# Dalem (Brabant-Septentrional)
Pour les articles homonymes, voir Dalem (homonymie).
Dalem est un hameau néerlandais du Brabant-Septentrional, à deux kilomètres au sud de Hapert. Dalem appartient à la commune de Bladel ; jusqu'en 1997, ce hameau faisait partie de la commune de Hoogeloon, Hapert en Casteren, dont c'était la localité la plus méridionale.
Près de Dalem se trouve la source du Dalems Stroompje, un des cours supérieur de la Beerze. À l'ouest de Dalem est situé le parc de loisirs Het Vennenbos, début de l'entreprise néerlandaise Center Parcs et premier parc de ce type (aujourd'hui propriété d'une autre société de loisirs).